# Ray Manzarek
Raymond „Ray” Daniel Manczarek Jr. (n. 12 februarie 1939, Chicago, Illinois, SUA – d. 20 mai 2013, Rosenheim, Bavaria, Germania) a fost un muzician, compozitor, producător muzical (pentru formația americană de punk rock X), regizor, scenarist, actor și scriitor american de origine poloneză, membru fondator al trupei The Doors alături de Jim Morrison (voce și poezie), Robby Krieger (chitară) și John Densmore (tobe).

## Biografie
Pianist școlit după principiile muzicii clasice și interpret de jazz (fan al lui Vince Guaraldi), a învățat să cânte la pian de la un profesor de etnie germană din Statele Unite ale Americii (SUA), cândva la sfârșitul anilor 1940 sau începutul anilor 1950, într-o dimineață de sâmbătă, conform unui interviu din 2009.
Ray Manzarek a reușit să aducă trupei The Doors un sunet inconfundabil, prin melanjul de rock, sonorități inspirate din muzică clasică, mai precis de la compozitori precum Bach sau Chopin (i.e., pe piesa Hyacinth House de pe albumul de studio L.A. Woman, piesă care evocă la nivel poetic mitul lui Hyacinth din mitologia greacă) precum și fragmente de jazz și blues. Alături de colegul acestuia de formație, Jim Morrison, Ray Manzarek a fost unul dintre puținele staruri rock din anii 1960 care aveau studii superioare (finalizate de asemenea cu diplomă de absolvire), absolving University of California din Los Angeles (LA) ca student masterand (cu o diplomă de Master of Fine Arts în cinematografie în 1965). Anterior, acesta a absolvit DePaul University, College of Commerce în calitate de economist în 1960.
Înainte a de a fonda grupul american muzical The Doors, Ray Manzarek a cântat împreună cu Jim Morrison și John Densmore într-o formație de surf rock respectiv frat rock care poate fi percepută ca proto-Doors, mai precis Rick & The Ravens în anul 1965. După anii pe care i-a petrecut în The Doors, Ray Manzarek a mai colaborat cu fostul său coleg de formație, chitaristul Robby Krieger, în cadrul proiectului muzical Manzarek–Krieger între 2002 și 2013. Anterior, Ray Manzarek a mai colaborat cu un poet din generația beat, fost prieten apropiat al lui Jim Morrison, mai precis Michael McClure, pe un album de poezie spoken word cu contribuțiile sale de pian, album intitulat Love Lion lansat în anul 1993.

## Discografie

### Solo
- The Golden Scarab (1973)
- The Whole Thing Started with Rock & Roll Now It's Out of Control (1974)
- Carmina Burana (1983)
- Love Lion, împreună cu poetul Michael McClure (1993), prieten apropiat al lui Jim Morrison în trecut de asemenea precum și reprezentant literar al generația beat[14]
- Love Her Madly (2006)
- Ballads Before The Rain (With Roy Rogers) (2008)
- Translucent Blues (With Roy Rogers) (2011)

### Nite City
- Nite City  (1977)
- Golden Days Diamond Night (1978)

## Filmografie
- Love Her Madly (2000), regizor și co-scenarist
- Induction (1965), actor (Ray), regizor și scenarist
- The Wino and the Blind Man (1964), actor
- Evergreen (1965), regizor și scenarist
- Deal of the Century (1983), actor (Charlie Simbo)
- The Poet in Exile (în producție)